# 錫波山脈國家公園

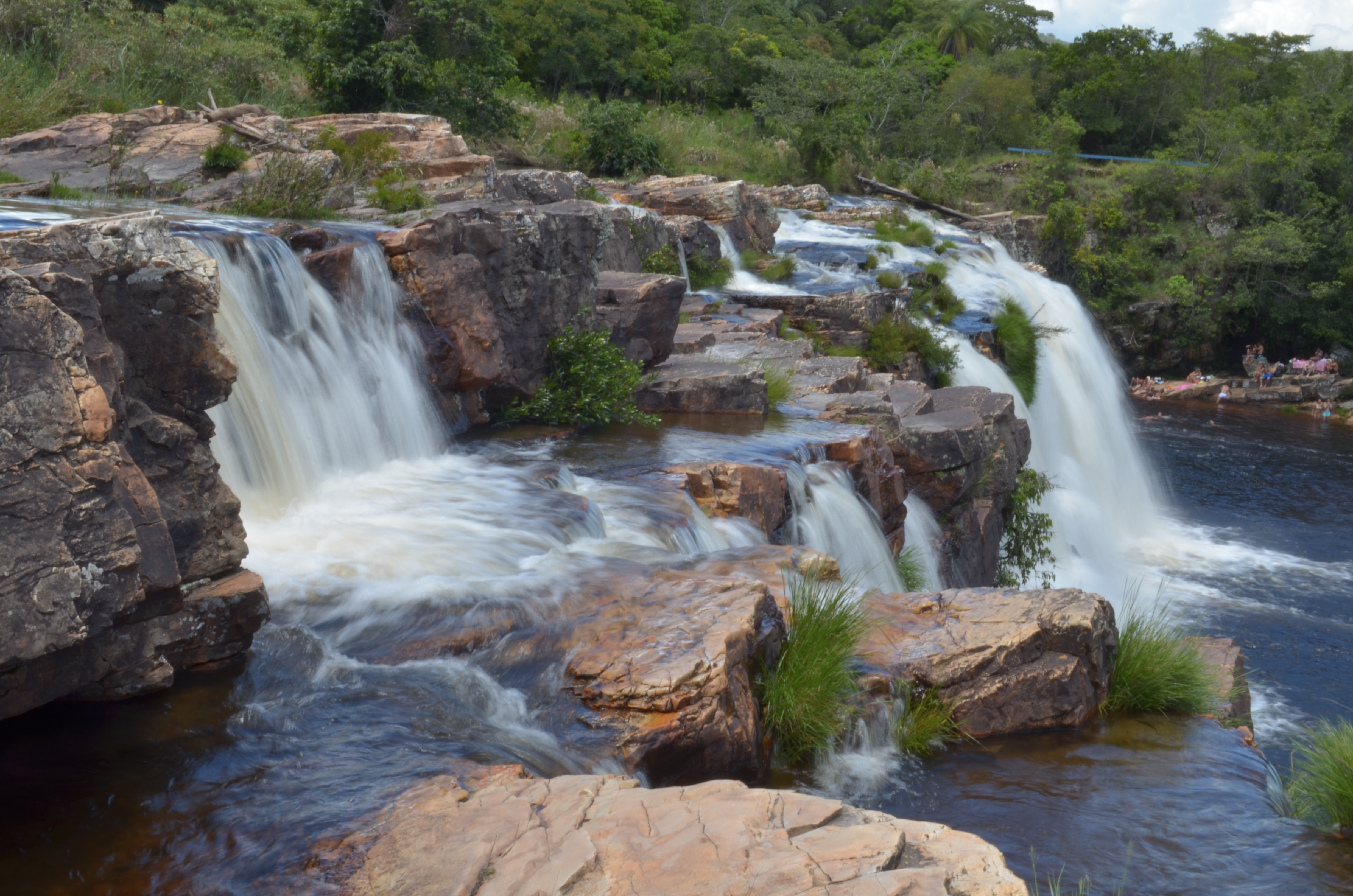

19°21′54″S 43°31′59″W / 19.365°S 43.533°W
錫波山脈國家公園（葡萄牙語：Parque Nacional da Serra do Cipó），是巴西的國家公園，位於該國東南部米納斯吉拉斯州，處於埃斯皮尼亞蘇山脈，成立於1987年9月30日，佔地3.2萬公頃。